# Sant Joan de Labritja
Sant Joan de Labritja (spanisch San Juan Bautista) ist eine Gemeinde im Norden der spanischen Baleareninsel Ibiza.

## Verwaltungsgliederung
Die Gemeinde Sant Joan de Labritja gliedert sich in 7 Ortsteile:
| Ortsteile                                        | Einwohner (2008) | Siedlungen mit Einwohnerzahl (2008)                  | Einwohner außerhalb geschlossener Siedlungen (2008) |
| ------------------------------------------------ | ---------------- | ---------------------------------------------------- | --------------------------------------------------- |
| Sant Miquel de Balansat (span. San Miguel)       | 1.783            | Sant Miquel de Balansat (span. San Miguel) 532       | 1.251                                               |
| Sant Llorenç de Balàfia (span. San Lorenzo)      | 1.499            | Sant Llorenç (span. San Lorenzo) 14                  | 1.485                                               |
| Sant Joan de Labritja (span. San Juan Bautista)  | 1.034            | Sant Joan de Labritja (span. San Juan Bautista) 168  | 866                                                 |
| Cala de Portinatx                                | 557              | Cala de Portinatx 557                                | -                                                   |
| Sant Vicent de sa Cala (span. San Vicente)       | 332              | Sant Vicent de sa Cala (span. San Vicente) 12        | 320                                                 |
| Cala de Sant Vicent (span. Cala San Vicente)     | 144              | Cala de Sant Vicent (span. Cala San Vicente) 144     | -                                                   |
| Port de Sant Miquel (span. Puerto de San Miguel) | 119              | Port de Sant Miquel (span. Puerto de San Miguel) 119 | -                                                   |
| Gemeinde                                         | 5.468            | 1.546                                                | 3.922                                               |

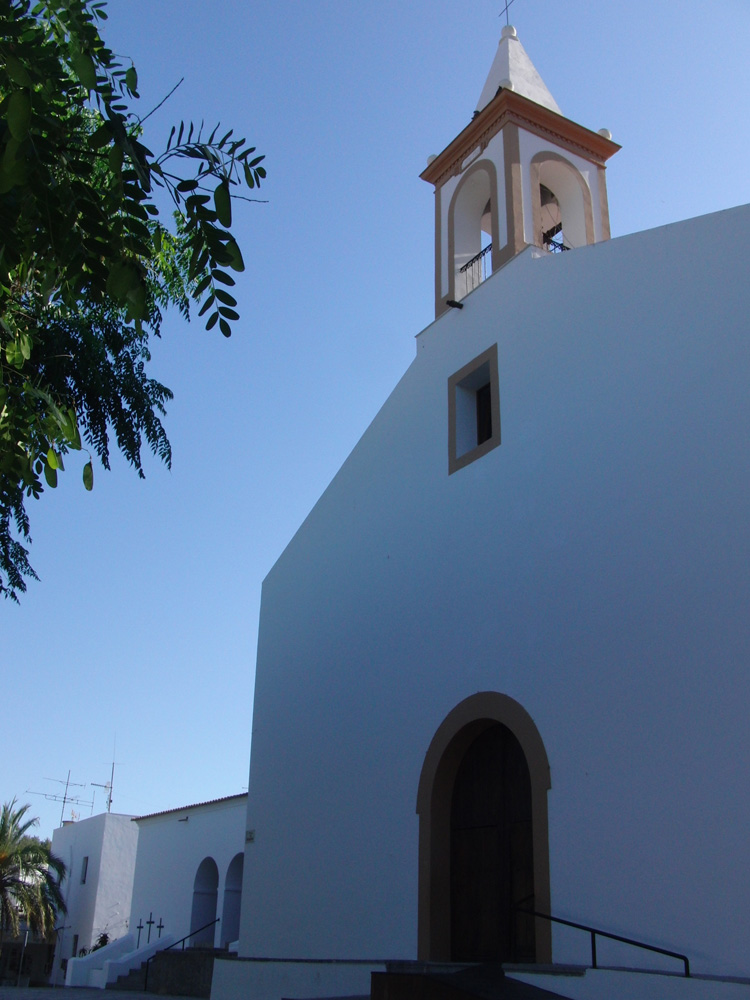
Kirche von Sant Joan
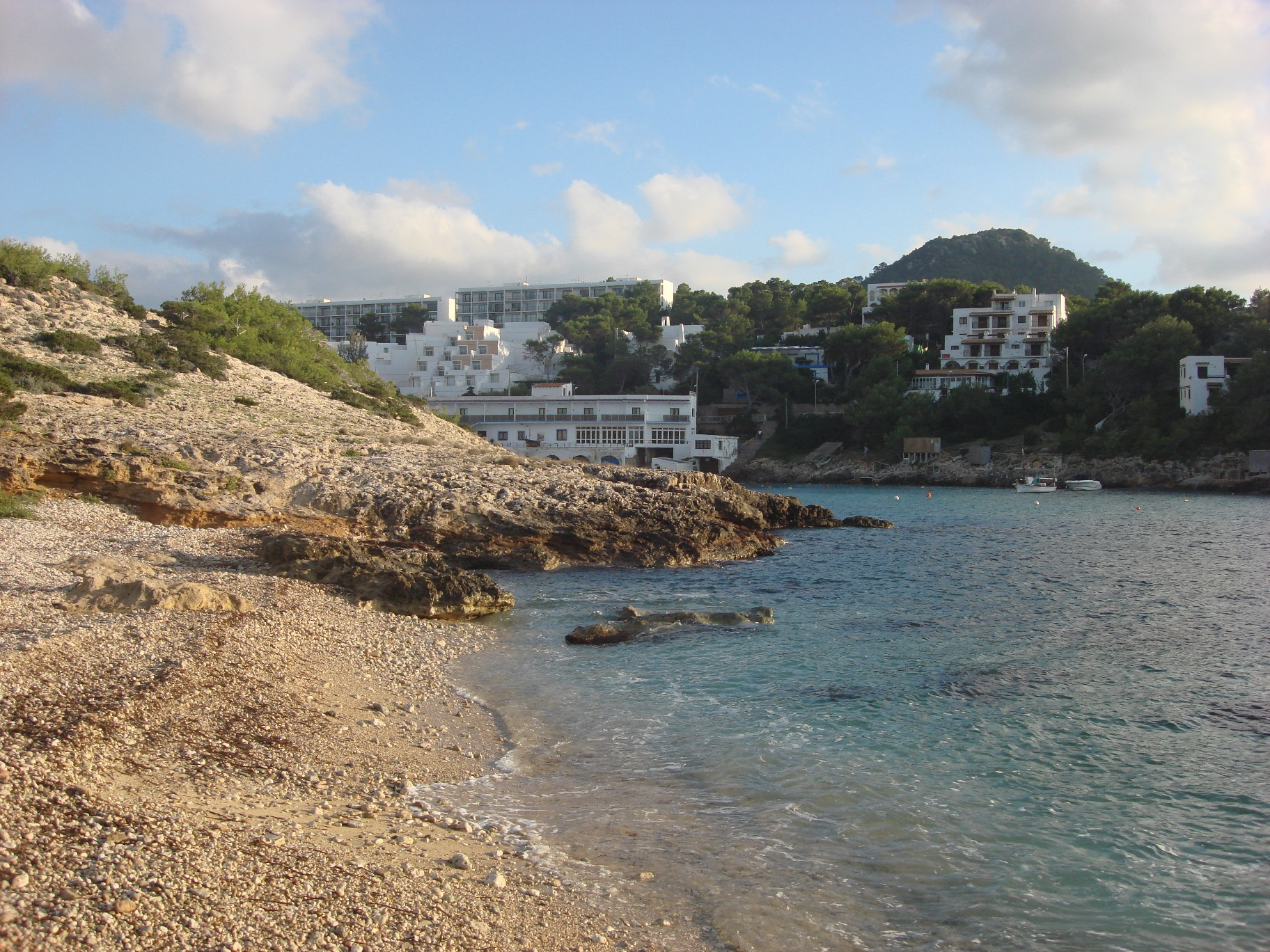
Portinatx
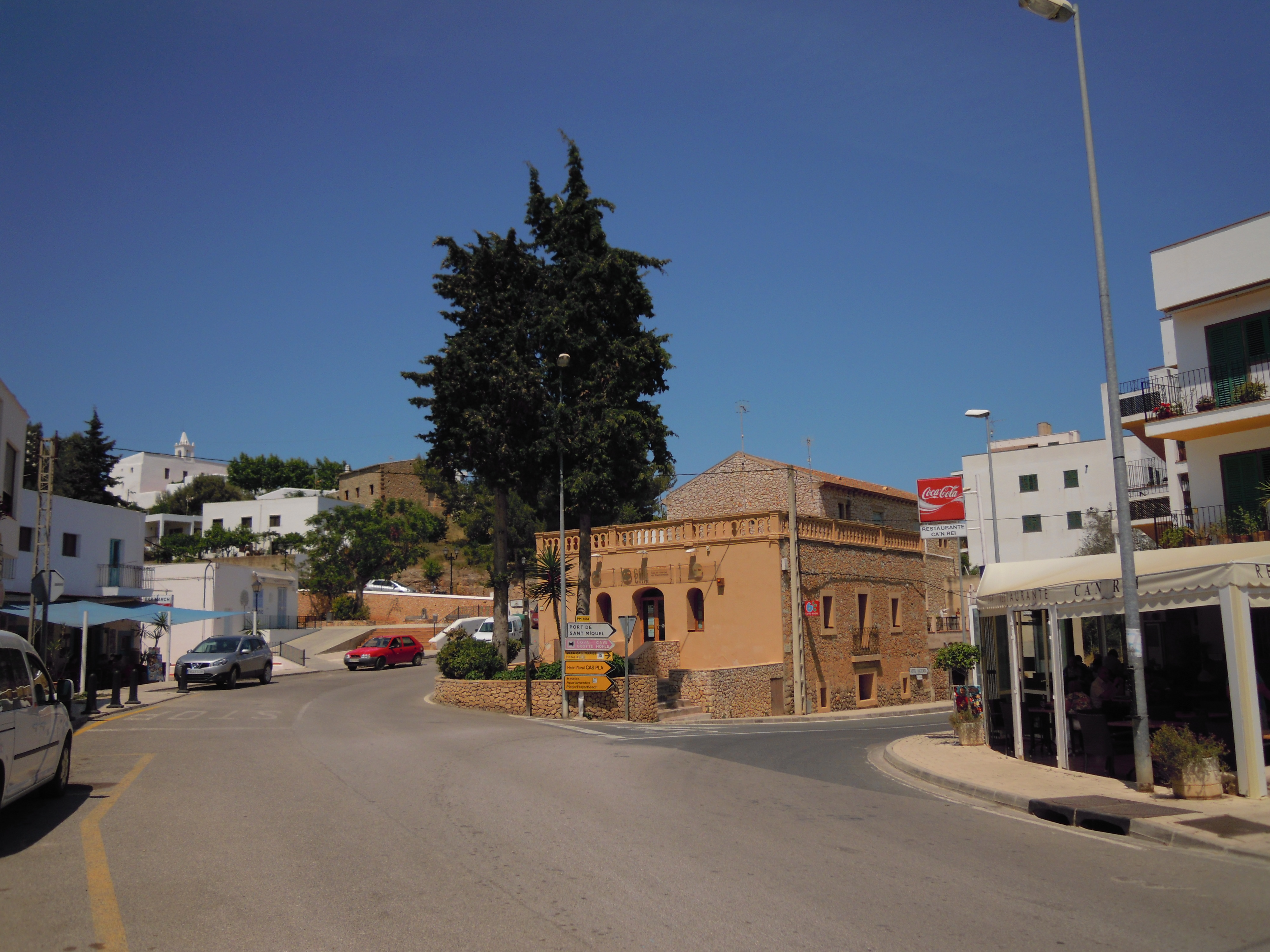
San Miguel
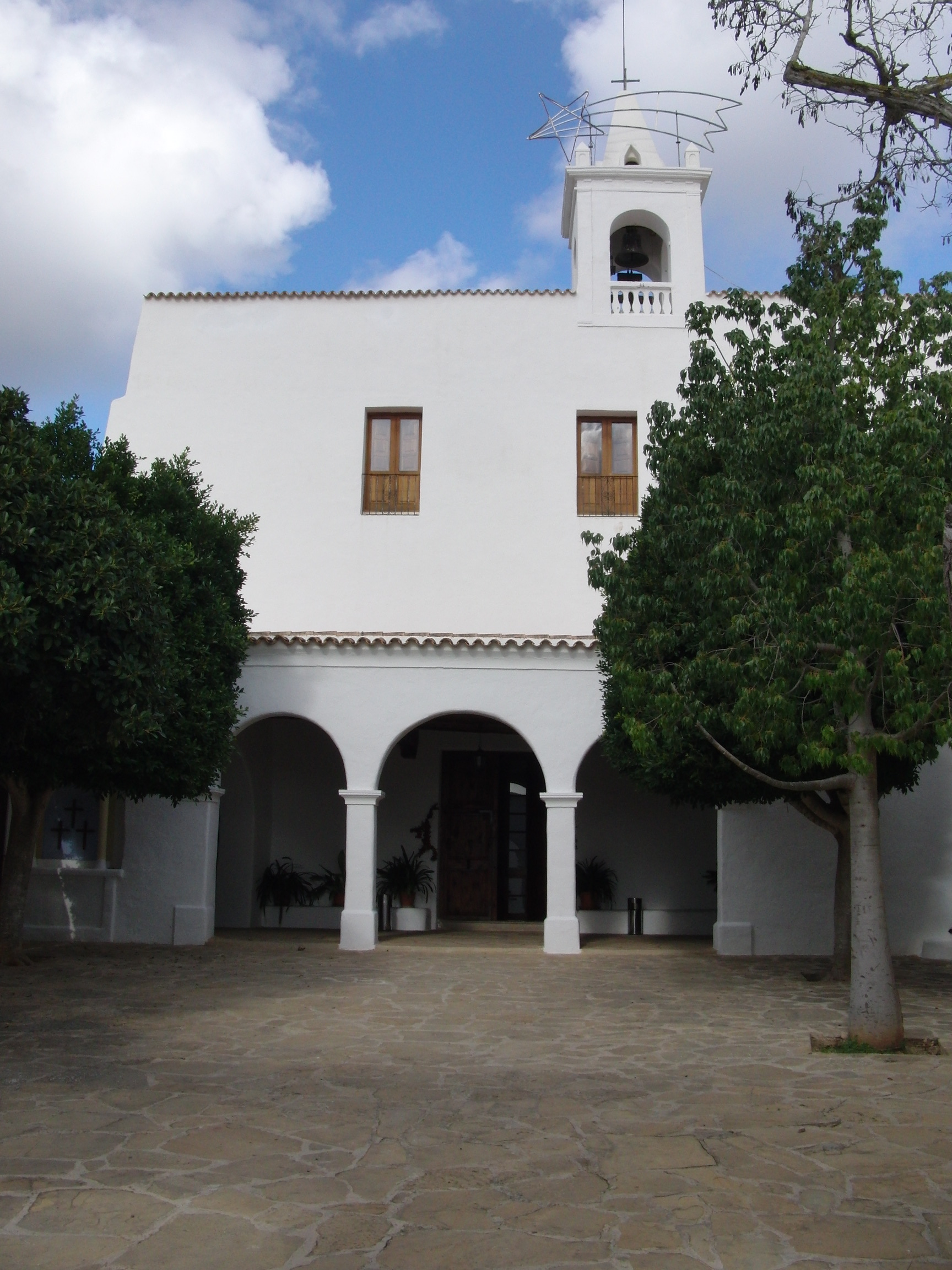
Kirche von San Miguel
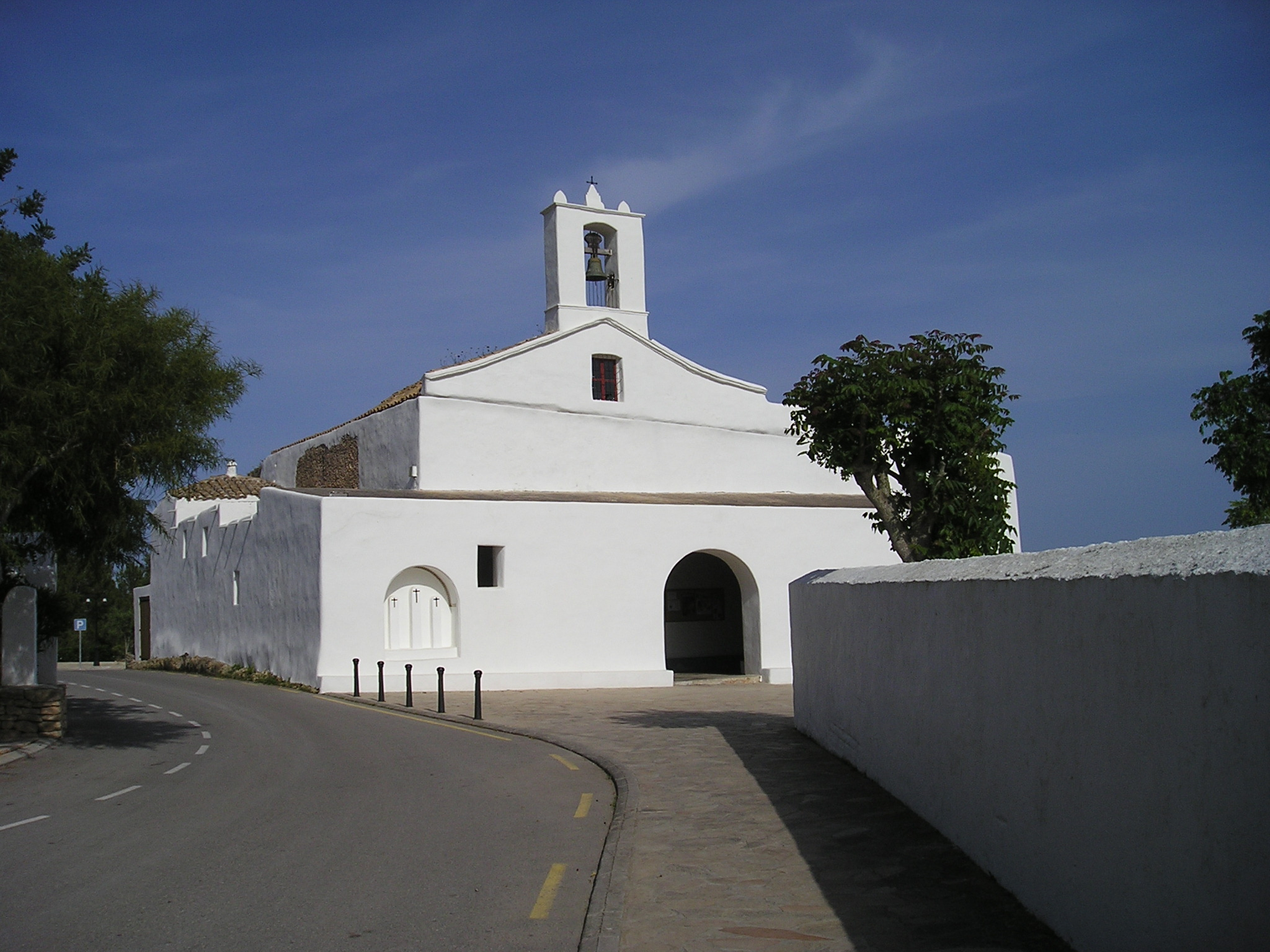
Kirche von Sant Llorenç
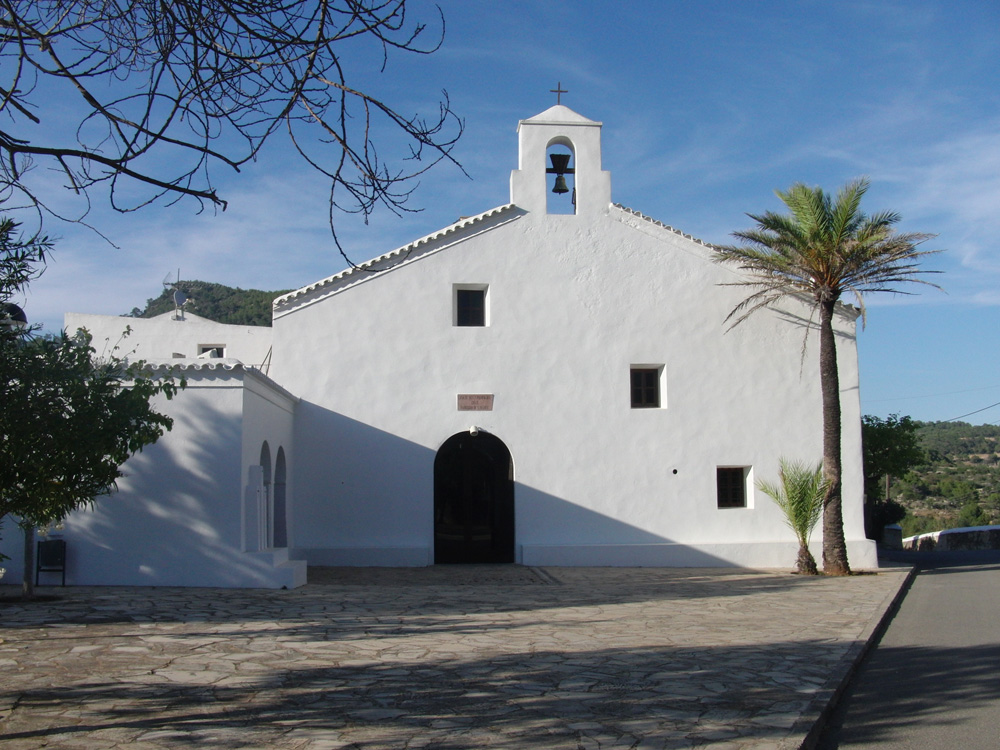
Kirche von Sant Vicent

## Bevölkerung

### Einwohner
Sant Joan ist mit 6.948 Einwohnern (Stand: 2024) die mit Abstand kleinste Gemeinde Ibizas. Das gleichnamige Dorf ist Verwaltungssitz der Gemeinde.
Der Tourismus in den Küstenorten der Gemeinde ließ ab den 80er Jahren die bis dahin sinkende Einwohnerzahl wieder ansteigen. Seit den 90er Jahren ist das Bevölkerungswachstum sogar recht hoch, so stieg die Einwohnerzahl im Zeitraum von 1991 bis 2008 um 54 %. Dennoch hat Sant Joan auch heute noch nicht die Einwohnerzahl von 1940 erreicht.
Das Bevölkerungswachstum ist durch die starke Zuwanderung von Ausländern und in geringerem Umfang durch den Zuzug von Festland-Spaniern bedingt. Als Folge ist der Anteil der Einheimischen in den letzten Jahrzehnten zurückgegangen. Heute stammt noch etwa die Hälfte der Einwohner (49,8 %) gebürtig von den Balearen und 28,5 % aus Sant Joan.
Entwicklung der Einwohnerzahl:

### Nationalitäten
| Herkunft                | gemäß Staats- bürgerschaft (2008) | gemäß Geburtsland (2008) |
| ----------------------- | --------------------------------- | ------------------------ |
| EU-Bürger               | 94,1 %                            | 90,8 %                   |
| Spanier                 | 68,5 %                            | 67,8 %                   |
| Deutsche                | 6,9 %                             | 6,4 %                    |
| Rumänen                 | 4,0 %                             | 3,8 %                    |
| Franzosen               | 4,0 %                             | 3,3 %                    |
| Briten                  | 3,8 %                             | 3,5 %                    |
| Italiener               | 2,2 %                             | 1,5 %                    |
| sonstige Europäer       | 0,7 %                             | 0,9 %                    |
| Nord- und Südamerikaner | 3,3 %                             | 5,5 %                    |
| Argentinier             | 0,6 %                             | 1,6 %                    |
| Brasilianer             | 0,4 %                             | 0,6 %                    |
| Uruguayer               | 0,4 %                             | 0,6 %                    |
| Afrikaner               | 1,5 %                             | 2,0 %                    |
| Marokkaner              | 1,2 %                             | 1,2 %                    |
| Asiaten                 | 0,3 %                             | 0,7 %                    |

Die Gemeinde hat mit 31,5 % (2008, nur Hauptwohnsitz) den höchsten Ausländeranteil Ibizas. Noch 1991 lebten mit 8,6 % deutlich weniger Ausländer in Sant Joan. Es handelt sich dabei überwiegend um westeuropäische Residenten (21,4 %), die meisten davon Deutsche (6,9 %).
Entwicklung des Ausländeranteils: